# جورجي مايستوروفيتش
جورجي مايستوروفيتش (بالصربية: Ђорђе Мајсторовић) مواليد 13 مارس 1990 في تشاتشاك، جمهورية صربيا الاشتراكية، هو لاعب كرة سلة صربي. بدأ مسيرته الاحترافية في سنة 2009. يحمل الرقم 13. حقق المركز الثاني في ألعاب البحر الأبيض المتوسط 2013. لعب مع نادي دومجاله لكرة السلة في الدوري السلوفيني لكرة السلة ونادي بارتيزان لكرة السلة في الدوري الصربي لكرة السلة.

## الميداليات
| الميدالية | المسابقة                        |
| --------- | ------------------------------- |
| برونزية   | الألعاب الجامعية الصيفية 2013   |
| فضية      | ألعاب البحر الأبيض المتوسط 2013 |

## روابط خارجية
- جورجي مايستوروفيتش على موقع الاتحاد الدولي لكرة السلة (الإنجليزية)
- جورجي مايستوروفيتش على موقع كرة السلة الأوروبية.كوم (الإنجليزية)
- جورجي مايستوروفيتش على موقع ريلجم (الإنجليزية)